# Николаевский поселковый совет (Широковский район)
Николаевский поселковый совет (укр. Миколаївська селищна рада) — входит в состав
Широковского района
Днепропетровской области
Украины.
Административный центр поселкового совета находится в 
с. Карповка.

## Население
По данным переписи населения 2001 года, численность населения — 3 792 человека, в том числе городское 905 человек (23,87 %), сельское — 2 887 человек (76,13 %).

## Населённые пункты совета
- с. Карповка
- пгт Николаевка
- с. Вишнёвое
- с. Зелёный Гай
- с. Розовка
- с. Тихий Став
- с. Цветково
- с. Широкая Дача